# Подмочани
Подмочани (на македонска литературна норма: Подмочани) е село в югозападната част на Северна Македония, община Ресен. Според преброяването от 2002 година селото има 306 жители.

## География
Селото се намира на 3 километра северно от Преспанското езеро и на запад от Пелистер, в областта Горна Преспа, на 890 метра надморска височина.

## История
Според легенди, старото име на Подмочани е Дъбовяни. На изток от селото има останки от крепост, наричана от местните жители Маркова кула. Недалеч от нея се намира друга крепост – Ралейца, която преданието свързва с юнака Рале. На североизток от селото има следи от три църкви и „арапско“ гробище, а между Подмочани и Долна Бела църква има развалини, които според легендата са на градчето Дреново.
До Балканските войни основен поминък на местните жители е земеделието и гурбета в чужбина. Като градинари подмочанци работят в околностите на Цариград, а като строители - в Мала Азия и на други места. В „Етнография на вилаетите Адрианопол, Монастир и Салоника“, издадена в Константинопол в 1878 година и отразяваща статистиката на населението от 1873 година, Подгояни (Podgoyani) е посочено като в каза Ресен с 61 домакинства и 110 жители мюсюлмани и 62 българи. Според българския географ Васил Кънчов („Македония. Етнография и статистика“), през 90-те години на XIX век Подмочани има 480 жители българи християни и 90 българи мохамедани.
На Етнографската карта на Битолския вилает на Картографския институт в София от 1901 година Подмочани е смесено село българи, албанци и власи в Битолската каза на Битолския санджак със 118 къщи.
Почти всички жители на Подмочани в началото на XX век са под върховенството на Българската екзархия - според статистиката на секретаря на Екзархията Димитър Мишев („La Macédoine et sa Population Chrétienne“) в 1905 година населението на селото се състои от 688 българи екзархисти и 42 албанци. В селото има българско училище. Българската църква „Свети Георги“ е построена през 1848 година.
Жителите на Подмочани участват активно в съпротивата на ВМОРО срещу османската власт и в Илинденското въстание. На 24 юли 1903 година, след 5-часово сражение турска войска и башибозук нахлуват в селото, ограбват го и изгарят всички християнски къщи. Убити и изклани са 14 души, ранени са седем, а 38 жени са изнасилени. Убитите при това нападени са Симо Стоянов, Ристе Настев, Нечо Георгиев, Ноне Янев, Илия Нечов, Кърсте Симов, Нестор Георгиев, Андрея Илиев, Ванча Стефова, Ката Мицева, Динка Трайчева, Зуда Динкина, Сава Евтимова, Ката Илиева, Лена Гошева, Наша Мишева, Никола Митрев, Гошо Цветков и Никола Митов. През август са убити още Трайче Стойчев, Павле Наумов, Нелко Димов, Симо Ристов, Ставре Петрев, Панде Трайчев, Митре Тасев, Яне Иванов, Ламби Илиев и Темелко Танев. Селото дава 70 души четници, от които загиват Кочо Илиев (Кочовски), Раде Стойчев, Коте Радев, Ставре Босилков, Ненчо Стефов и Стоян Николов. След въстанието селото получава помощи от българския владика Григорий Пелагонийски.
Подмочани изгорѣ въ четвъртъка на 26. юлий... Тоя день къмъ 6 часътъ по турски многобройна и пъстра войска идѣше отъ къмъ Рѣсенъ. Тука бѣше Реджебъ юзбаши съ своето низамие и юзбашиитѣ Ашимъ и Шевки съ два
редивски бюлюци. Заедно съ тѣхъ вървѣше и цѣлото иляве отъ рѣсенско. А подиръ войскитѣ тичаше башибозукъ начело съ Хюсейнъ Челйо и жандармерийския юзбашия Асимъ. Всички мѫже, способни да носимъ орѫжие, бѣхме хванали позиции въ планината. Женитѣ, дѣцата и нѣкои старци оставихме въ селото. Нъ когато тѣ чуха пушечнитѣ залпове на приближаващата се голѣма потера, напуснаха селото, но не успѣха да се изкачатъ на планината. Войскитѣ ги застигнаха, заобиколиха ги и ги съблѣкоха, като ги оставиха само съ по една риза. Писъци отъ дѣца и жени далечь се разнасяха по полето: едни оплакваха убититѣ си дѣца и родители, а други пискаха като не можеха да изтърпятъ болкитѣ отъ нанесенитѣ имъ рани. Башибозукътъ и илявето подпали селото, а войскитѣ се спуснаха да дирятъ мѫжетѣ. Нашйтѣ позиции бѣха добри и ние посрѣщнахме нападателитѣ си съ отворени гърди. Въ това сражение не изгубихме ни единъ човѣкъ. Само когато войскитѣ се завръщаха на пэтя убиха двама старци. Довечерьта войски и башибозукъ очистиха полето. Тогава едвамъ узнахме, че прѣзъ деньтъ били убити 15 дущи, между които 4 жени и 6 дѣца на по 2-11 години. А подъ развалинитѣ на изгоренитѣ кѫщи се намѣриха труповетѣ на една млада невѣста и на единъ старецъ. Всичко тоя день бидоха убити 19 души и 8 тежко ранени... Три недѣли слѣдъ тия събития, подзе кметътъ, се лото ни биде нападнато отъ друга многобройна войска, която уби още 10 души селяни. Тая войска изнасили по най-скотски начинъ и много жени. Осъмъ жени и 2 малолѣтни момичета и до днешенъ день не сѫ оздравѣли. Сега, г-не, освѣнъ дѣто нѣмаме кѫщи и никакви дрехи и покъщнина, нъ и никакъвъ добитъкъ не ни остана: откараха ни 144 волове, 250 крави и телета, 50 коне и 833 овци и кози, па и училището ни изгориха. Нашата селска чета броеше 70 души. Отъ тѣхъ загинаха 6 души въ разни сражения съ войскитѣ.
През декември 1903 година българският владика Григорий Пелагонийски, придружаван от Наум Темчев и Търпо Поповски, пристигат в Преспа, за да раздават помощи на пострадалото при потушаването на Илинденското въстание население. Темчев пише: „Пѫтьтъ водѣше по срѣдъ селото Подмочани. То бѣ цѣло изгорено. Забѣлѣзахъ само една здрава кѫща, прѣдъ която се мѣрна една жена съ нѣколко дѣца. Друга жива душа нѣмаше.“
По време на Първата световна война Подмочани е център на община в Ресенска околия и има 615 жители.
В селото има две нови църкви – „Св. св. Петър и Павел“ на рида Подмочанска Горица от Баба с голям 33-метров железен кръст, камбанария и красива гледка към Преспанската котловина и разположената наблизо „Света Петка“ с извор с лековита вода.
Според преброяването от 2002 година селото има 306 жители, от които:
| Националност     | Всичко |
| северномакедонци | 302    |
| албанци          | 2      |
| турци            | 0      |
| роми             | 0      |
| власи            | 0      |
| сърби            | 1      |
| бошняци          | 0      |
| други            | 1      |

## Обществени институции
В селото работи основно училище, има амбулатория, телефони, дом на културата, споменик на комунистическата съпротива във Вардарска Македония. Селото има устроен Етнографски музей.

## Личности
Родени в Подмочани
- Александър, македоно-одрински опълченец, четата на Кръстьо Трайков[15]
- Атанас Глъмбочки (1880 – 1926), български революционер
- Георги Ивановски (1913 – ?), югославски политик
- Емин Едхем, арестуван преди април 1904 година, обвинен, че „в периода между 14 ноември и 13 декември 1903 година го убил Арсо от охридското село Цървена вода, който бил заедно с комитите, които на го ранили Емин и убили неговия другар“, осъден от Следствения отдел, амнистиран с общата амнистия от 12 април 1904 година[16]
- Ефтим Китанчев (1868-1925), български военен и спортен деец
- Ефтим Тасе, българин, православен, арестуван преди април 1904 година, обвинен, че „в началото на бунта участвал в убийството на Тевфик от Подмочани и в убийството председателя Сюлейман и на Якуб, с което тръгнал по пътя на комитството“, осъден на 15 години каторга от Апелативния наказателен съд, лежал в Битолския затвор, амнистиран с общата амнистия от 12 април 1904 година[17]
- Йован Тасе, българин, православен, арестуван преди април 1904 година, обвинен, че „в началото на бунта участвал в убийството на Тевфик от Подмочани и в убийството председателя Сюлейман и на Якуб, с което тръгнал по пътя на комитството“, осъден на 15 години каторга от Апелативния наказателен съд, лежал в Битолския затвор, амнистиран с общата амнистия от 12 април 1904 година[17]
- Кочо Кочовски (? – 1903), български революционер от ВМОРО
- Митре Тале, българин, православен, арестуван преди април 1904 година, обвинен, че „в началото на бунта участвал в убийството на Тевфик от Подмочани и в убийството председателя Сюлейман и на Якуб, с което тръгнал по пътя на комитството“, осъден на 15 години каторга от Апелативния наказателен съд, лежал в Битолския затвор, амнистиран с общата амнистия от 12 април 1904 година[17]
- Панарет Брегалнишки (1878 – 1944), български духовник
- Ристе Цветко, българин, православен, арестуван преди април 1904 година, обвинен, че „в началото на бунта участвал в убийството на Тевфик от Подмочани и в убийството председателя Сюлейман и на Якуб, с което тръгнал по пътя на комитството“, осъден на 15 години каторга от Апелативния наказателен съд, лежал в Битолския затвор, амнистиран с общата амнистия от 12 април 1904 година[17]
- Трайко Китанчев (1858 - 1895), български революционер, пръв председател на Македонския комитет
- Трайче Кромиче, българин, православен, арестуван преди април 1904 година, обвинен, че „в началото на бунта участвал в убийството на Тевфик от Подмочани и в убийството председателя Сюлейман и на Якуб, с което тръгнал по пътя на комитството“, осъден на 15 години каторга от Апелативния наказателен съд, лежал в Битолския затвор, амнистиран с общата амнистия от 12 април 1904 година[17]